# Paul Britton
Paul Britton (* Mai 1946 in Leamington Spa, England) ist ein britischer Kriminalpsychologe und einer der Begründer der Operativen Fallanalyse der britischen Polizei. Er war an der Aufklärung einiger der spektakulärsten britischen Kriminalfälle beteiligt. Seine Tätigkeit lieferte die Vorlage für die britische Kriminalserie „Für alle Fälle Fitz“.

## Kindheit und Ausbildung
Paul Britton wuchs zusammen mit seinem jüngeren Bruder Anthony und seiner alleinerziehenden Mutter in bescheidenen Verhältnissen auf. Als er zwölf Jahre alt war, heiratete seine Mutter einen ehemaligen Major der Roten Armee, der als erklärter Antikommunist die Sowjetunion nach dem Zweiten Weltkrieg verlassen hatte.
Nach der Grundschule (Primary School) scheiterte er an den Aufnahmeprüfungen (Eleven Plus Exam) zum gymnasialen Zweig einer weiterführenden Schule. Später bemängelte er, dass nur die Kinder aus den besseren Familien von der Schule hinreichend gefördert wurden, um diese Prüfung bestehen zu können, während die Kinder der unteren Schichten diesen Sonderunterricht nicht erhielten. Demzufolge scheiterten auch alle Kinder der unteren Schichten an der Prüfung, während die der bürgerlichen Familien sie ungeachtet des intellektuellen Niveaus aufgrund der gründlichen Vorbereitungen seitens der Lehrer bestanden. Trotz des nun maximal für ihn erreichbaren Schulabschlusses, dem britischen Äquivalent zum Hauptschulabschluss, entstand dennoch früh der Wunsch zu studieren.
Nach der Schule meldete sich Britton zum Polizeidienst in der Grafschaft Warwickshire, den er nach einem Jahr bereits wieder quittierte. Anschließend folgten zahlreiche Arbeitsstellen als Verkäufer und Geschäftsführer kleinerer Läden. 1966 heiratete er seine Frau Marilyn, eine Krankenschwester. Aus der Ehe entstammen zwei Kinder. Weitere Arbeitsstellen, unter anderen als Croupier und ab 1972 als Sachbearbeiter im Bestellwesen eines Automobilzulieferers, folgten.
Beruflich und familiär gefestigt, entschloss sich Paul Britton seinen Wunsch nach einem Studium doch noch zu entsprechen. Dazu holte er in der Abendschule bis zum Sommer 1973 zunächst mit Bestnote die Mittlere Reife nach und meldete sich anschließend, ohne zuvor den zweijährigen Vorbereitungskurs absolviert zu haben, zu den Abiturprüfungen an, die nur acht Monate später stattfinden sollten. Auch das Abitur bestand er trotz Doppelbelastung durch Arbeit und intensives Selbststudium mit Bestnoten und begann im Alter von 27 Jahren im Oktober 1974 ein dreijähriges, mit Stipendien gefördertes Studium der Psychologie an der Universität Warwick.

## Beruflicher Werdegang
Nach Abschluss seines Studiums nahm Paul Britton eine zunächst unbezahlte Stelle als klinischer Psychologe bei der britischen Leicester Health Authority, einer lokalen Behörde des National Health Service, an und lernt dort Patienten mit den unterschiedlichsten Traumata, psychologischen Krankheitsbildern und Persönlichkeitsstörungen kennen. Bald darauf wechselt an das Leicester General Hospital, wo er seine Arbeit in der klinischen Psychologie fortsetzte und weitere praktische Erfahrung mit zahlreichen Patienten sammelte. Im Laufe der Zeit bildete sich mit der Behandlung von Opfern und Tätern von vorwiegend sexuell motivierten Straftaten ein Tätigkeitsschwerpunkt in der Kriminalpsychologie heraus. Dieser Bereich entsprach neben der Arbeitspsychologie seinen Interessen und er sah seine Tätigkeit im Sinne der Kriminalprävention und des Opferschutzes als am meisten sinnstiftend an.
1984 bewarb sich Paul Britton erfolgreich um die Leitung des Regionalen Amts für Gerichtsmedizinische Psychologie in Leicester, das eine zentrale geschlossenen Einrichtung des Maßregelvollzugs namens Arnold Lodge für bis zu 40 verurteilte Straftäter mit schweren oder akuten Persönlichkeitsstörungen für die Grafschaften Leicestershire, Nottinghamshire, Derbyshire, Lincolnshire und South Yorkshire betrieb. Hier kam er in Kontakt mit schwersten Fällen von sexuell oder sonst wie aufgrund von Persönlichkeitsstörungen motivierten Straftätern und vertiefte sein Wissen über die Handlungsweisen von Gewalttätern. Da diese Straftäter in deren frühen Entwicklung fast immer selbst Opfer von Missbrauch und/oder körperlicher bzw. sozialer Gewalt waren, richtete sich sein Augenmerk auch auf die Erforschung der Ursachen dieser Persönlichkeitsstörungen mit dem Ziel Konzepte zu entwickeln, wie diese Entwicklungen frühzeitig erkannt und korrigiert werden können. Neben der Klinikleitung ist er Dozent an den Universitäten Warwick und Coventry für das Fach forensischer Psychologie.
Seit 1983 beriet er in seiner Freizeit kostenlos Polizeidienststellen im ganzen Land bei schwerwiegenden Kriminalfällen. Als fachliche Basis seiner Tätigkeit dient vor allem die internationale einschlägige psychologische Fachliteratur, als auch die Ergebnisse eigener Studien. 1990 wurde er von dem britischen Innenministerium beauftragt, ein Gutachten über den Einsatz von psychologischen Täterprofilen in der britischen Polizei und deren bislang vollkommen unbekannt realen Nutzwert zu verfassen. Gleichzeitig sollte er den Einsatz im britischen System mit dem im amerikanischen und kontinentaleuropäischen vergleichen.
Die Studie, die vor allem auf der Befragung von allen Dienststellen und den Daten einiger kriminalistisch-psychologischer Institute des Innenministeriums basierte, zeigt ein desillusionierendes Bild des „Profilings“. Der überwiegende Teil des Einsatzes war nicht zielführend oder sogar kontraproduktiv gewesen. Viele Ersteller von Täterprofilen waren inkompetent oder stellten andere Ziele wie Reputationssteigerung und eigene finanzielle Interessen in den Vordergrund. Dennoch waren auch viel versprechende Ansätze, besonders aus dem universitären Umfeld und dem praktischen Bereich der klinischen Psychologie, zu erkennen. Er erhielt im Anschluss den Auftrag, Empfehlungen zur Förderung der viel versprechenden Ansätze auszuarbeiten. Diese lauteten unter anderem die Erweiterung einer zentralen Datenbank für Gewaltverbrechen, eine Qualitätsanalyse des Täterprofils im Nachgang jeder Ermittlung und der Entwurf eines Computerprogramms, um Gemeinsamkeiten bei Gewaltverbrechen von Serientätern früher finden zu können, sowie die Schulung der Ermittlungsbeamten.
Im Laufe seiner Beratertätigkeit half er im Krisenfall internationale Konzerne aus dem Bereich Pharmazie, Industrie, Gesundheit und dem Bankenwesen und trainierte seine Kunden für den Fall von Geiselnahmen, Erpressung, Entführung und Gewalttaten vor. Er beriet sowohl das amerikanische FBI als auch das russische Innenministerium. Er war mehrere Jahre Mitglied eines beratenden Gremiums der Association of Chief Police Officers (ACPO).
1998 schrieb Paul Britton eine Autobiographie, indem er die Teilnahme an Ermittlungen an spektakulären Kriminalfällen aus seiner Perspektive detailliert schildert. In dem Buch stellt er seine Methoden vor und spart die seelischen und familiären Belastungen, die ihm seine Arbeit gebracht haben, nicht aus. So schrieb er: „Wenn man durch den Beruf tagtäglich Tod und Trauer erlebt, so kann man dieser Erfahrung nie mehr entkommen. Jedes Mal, wenn ich mich ganz darauf einlasse, mindert das meine Fähigkeit, mich des Lebens zu erfreuen. Ich finde die Farben noch immer leuchtend, die Sonne scheint nach wie vor warm, und Leute lächeln noch immer, doch irgendwie betrete ich einen Bereich, der mich daran hindert, diese Dinge wirklich zu genießen.“

## Teilnahme an der Aufklärung spektakulärer Kriminalfälle (Auswahl)

### Mordfälle Caroline Osborne und Amanda Weedon
Bereits 1983 wandte sich die lokale Polizei von Leicester an Paul Britton, um ihn um Hilfe bei dem Mordfall Caroline Osborne zu bitten. Die junge Frau war im Jahr zuvor brutal ermordet und mit satanistischen Symbolen versehen aufgefunden worden. Trotz Befragung von 15.000 Personen und der vorläufigen Festnahme von 80 Verdächtigen waren zuvor alle Ermittlungen ergebnislos gewesen, und die Polizei hoffte nun auf neue Ermittlungsansätze. Dieser Fall war einer der ersten in Großbritannien, bei der die Einbeziehung eines klinischen Psychologen in Betracht gezogen wurde.
Britton ließ sich in die Details des Falles einweisen und skizzierte anhand des Tatablaufs, des Tatorts und der zeitlichen Gegebenheiten eine Reihe von Persönlichkeitsmerkmalen und Eigenschaften, die der Täter mit einer gewissen Wahrscheinlichkeit besitze. Als ein Jahr später Amanda Weedon vom mutmaßlich selben Täter auf eine ähnliche Art ermordet wurde, beschränkte sich die Polizei bei den Ermittlungen auf die Bevölkerungsgruppe, die dem Täterprofil entsprach, und ermittelte rasch einen Tatverdächtigen.
Da die forensischen Beweise nicht hinreichend waren, wandte man sich erneut an Paul Britton, um eine geeignete Verhörstrategie zu entwickeln. Die Polizeiführung betrat damit Neuland, war sich aber bewusst, dass die Methoden, die bei den üblichen Kriminellen zielführend waren, bei solchen Tätergruppen nicht zum Erfolg führen würden. Die Verhörstrategie hatte starken Bezug auf die Arbeit eines klinischen Psychologen, der sich konzentrisch an die Kernpunkte allmählich herantastet, um dem Täter das Eingeständnis seiner Schuld zu erleichtern und nicht bei einer direkten Konfrontation eine Abwehrhaltung zu provozieren. Mit Hilfe dieser Verhörstrategie gelang es, ein allumfassendes Geständnis zu erhalten, das von den vorhandenen forensischen Beweisen gestützt wurde.

### Mordfälle Lynda Mann und Dawn Ashworth
Im Abstand von zweieinhalb Jahren wurden die jugendlichen Frauen Lynda Mann und Dawn Ashworth in der Nähe von Spazierwegen in Narborough vergewaltigt und ermordet. Die Polizei fand einen Verdächtigen, der in seinen Verhören trotz konfuser Angaben spezifisches Täterwissen in einem der Fälle offenbarte und die Tat mehr oder weniger deutlich einräumte. Als die gerade neu entwickelte Methode des genetischen Fingerabdrucks den Verdächtigen aber zweifelsfrei als Täter ausschloss, wurde Paul Britton 1986 gebeten die Verhörprotokolle durchzusehen. Es sollte beurteilen, ob das Täterwissen bei den Verhören vielleicht unabsichtlich von dem Beamten offenbart wurde. Dies konnte er jedoch nach Durchsicht der Protokolle ausschließen. Zugleich sollte er ein Täterprofil erstellen und klären, woher der Verdächtige sein Wissen hätte haben können.
Mit einem der ersten Massengentests der Geschichte wurde der wahre Täter Colin Pitchfork gefasst, der die Vergewaltigungen und die Morde gestand. Vor allem der Hinweis von Paul Britton, dass solche Täter sich "steigern" würden und in der Vergangenheit häufig durch harmlosere Sexualdelikte wie Exhibitionismus bereits polizeilich auffällig geworden waren, sorgte aber für einen zusätzlichen Erkenntnisgewinn für zukünftige Ermittlungen. Auch in diesem Fall verhielt es sich so.
Es wurde nie geklärt, warum der zuvor Verdächtige im zweiten Fall Täterwissen besaß. Man konnte nur vermuten, dass er die Tat beobachtete und anschließend die Misshandlungen an der Leiche vornahm, die der Mörder trotz Tatgeständnis bestritt.

### Produkterpressung der Firmen Mars Incorporated und H. J. Heinz Company
Im August 1988 erreichte das Tochterunternehmen Pedigree Pet Food Ltd. des Geschäftsbereichs Tiernahrung der Firma Mars Incorporated ein Erpresserschreiben, in dem die Vergiftung von Hundefutter der Marke Pedigree angekündigt wurde, sofern nicht eine Summe von 500.000 Pfund auf verschiedene Konten überwiesen würde, die der Täter zuvor anonym eröffnet hatte. Dem Schreiben lag eine manipulierte Dose mit Hundefutter bei, die mit einer toxischen Substanz kontaminiert war.
Paul Britton wurde gebeten, die Ernsthaftigkeit der Erpressung zu beurteilen, Schlüsse auf den Täter zu ziehen und in dem gemeinsamen Krisenstab der Polizei und des Unternehmens als strategischer Berater zu agieren. Er arbeitete ein Hinhaltekonzept aus, das der Polizei die Gelegenheit geben sollte die Ermittlungen zu führen und gleichzeitig den Erpresser nicht zu eskalierenden Maßnahmen zwang. So wurde auch während der Zeit kein Fall einer tatsächlichen Vergiftung gemeldet. In den Rechenzentren der betroffenen Banken wurde die Software erweitert, so dass bei einem Zugriff auf die betreffenden Konten automatisch in Echtzeit eine Meldung an die Polizei erging. Mehrere Monate wurde so versucht, den Täter bei der Abbuchung des Geldes von Geldautomaten im ganzen Land festzunehmen, hunderte von Automaten in ganz England wurden ergebnislos zu den vom Täter bevorzugten Abhebezeiten überwacht. Die Überwachungsmaßnahmen kosteten schließlich wöchentlich eine Million Pfund. Aufgrund der zeitlichen und örtlichen Verteilung der Abhebungen schloss Britton auf dessen Wohnregion und auch auf dessen Erwerbslosigkeit, unterstellte ihm aber auch ein detailliertes Wissen um polizeiliche Ermittlungsmethoden.
Als die Presse im März 1989 auf den Fall aufmerksam wurde, wandte sich der Erpresser nun der Firma H. J. Heinz Company zu und drohte deren Babynahrung zu vergiften. Er platzierte im Handel mit Ätznatron und Rasierklingen präparierte Behälter, die gekauft wurden und zu Personenschäden auch an Kleinkindern führten. Die H. J. Heinz Company verfolgte gegen den Rat von Britton eine Konfrontationsstrategie und sah sich einer zunehmenden Eskalation gegenüber, die dazu führte, dass doch auf die Forderungen eingegangen wurde, sämtliche Produkte aus dem Handel genommen und die Verpackungen manipulationssicher gestaltet wurden. Britton sprach während einer Konferenz der leitenden Ermittlungsbeamten seine Theorie an, dass der Täter aus den Reihen der Polizei stammen könnte, da er bislang keine forensischen Beweise hinterlassen und passgenau alle Ermittlungstaktiken unterlaufen hat. Das setzte seiner Ansicht nach eine große Kenntnis interner Abläufe und des jeweiligen Ermittlungsstandes voraus. Auch der Modus der Geldübergabe via Geldautomat war bislang erst einmal aktenkundig und aufgrund der daraus resultierenden schwierigen Ermittlung des Täters nicht der Öffentlichkeit bekannt gegeben worden, so dass der Erpresser entweder per Zufall, was als unwahrscheinlich angesehen wurde, oder aus Sachkenntnis diese spezielle Methode anwandte. Die Polizeiführung stellte daraufhin eine zweite, geheime Ermittlungsgruppe aus externen Kräften auf, die ihrerseits Geldautomaten überwachte und so den Täter schließlich am 20. Oktober 1989 fasste. Es stellte sich heraus, dass der Erpresser ein frühpensionierter Kriminalpolizist war, der beste Kontakte zu seinen alten Kollegen in der ersten Ermittlungsgruppe unterhielt und über deren Fortschritt daher informiert war. Bei einer der Überwachungen leistete er sogar den Beamten als alter Kollege Gesellschaft.

### Mordfall Julie Dart, Erpressung British Rail und Entführung Stephanie Slater
Die Polizei in Leeds erreichte ein Erpresserbrief, der in beinahe grotesker Detailtreue 140.000 Pfund forderte, anderenfalls die Ermordung der zwei Tage zuvor entführten Gelegenheitsprostituierten Julie Dart ankündigte. Neben der Tatsache, dass der Brief direkt an die Polizei gerichtet war, war der Umstand erstaunlich, dass der Erpresser in dem Brief vorab beschrieb, was die Polizei ihm für Fallen stellen könnte, um darauf direkt geeignete Gegenmaßnahmen zu skizzieren. Neun Tage später wurde nach einer gescheiterten Geldübergabe die Leiche der 18-jährigen Frau gefunden. Die Obduktion ergab, dass der Erpresser sie noch vor dem Schreiben an die Polizei ermordet hatte. Es folgten auch nach dem Leichenfund weitere Erpresserbriefe, die zukünftige Entführungen ankündigten und zu deren Vermeidung weiterhin Geld forderten. Paul Britton erstellte aufgrund der Briefe ein letztlich sich als stimmig erwiesenes Persönlichkeitsprofil des Täters und legte dar, dass die Motivation zuallererst darin läge, als gescheiterte Existenz der Polizei und sich zu beweisen, wie raffiniert er sei. Die Ermordung Julie Darts war demzufolge von vornherein geplant, um die Ernsthaftigkeit seiner Aktionen zu demonstrieren. Die für eine solche Tat niedrige Geldforderung könnte darauf hindeuten, dass er sich vom Staat um diese Summe betrogen sah.
Einige Zeit später ging ein Erpresserschreiben an British Rail ein, der die Entgleisung von Schnellzügen ankündigte, falls nicht 200.000 Pfund gezahlt würden. Eine technische Zeichnung einer Entgleisungsvorrichtung waren beigefügt. Duktus und Art des Erpresserbriefes ließen eindeutig den Schluss zu, dass es sich um denselben Täter handelte, der zur Untermauerung seiner Drohungen eine Vorrichtung baute, die die Stromabnehmer eines Zuges abreißen sollte. Diese Vorrichtung, wie auch die Geldübergabe scheiterten. Es wurde aber deutlich, dass der Täter einen Bezug zur Eisenbahn in einem gewissen geografischen Raum Mittelenglands hatte: Alle Erpresserschreiben gingen von Briefkästen nahe Bahnhöfen ab, alle Geldübergabepunkte hatten mit stillgelegten Bahnstrecken zu tun, der Leichenfundort lag auch an einer solchen.
Bei einer fingierten Wohnungsbesichtigung wurde die Immobilienmaklerin Stephanie Slater entführt. Auch hier konnten die Erpresserschreiben wieder demselben Täter zugeordnet werden. Nach erfolgreicher Geldübergabe, wobei der Täter mit seiner Handlungsanweisungskette die Polizei tatsächlich überlisten konnte, wurde sie neun Tage nach der Entführung wieder freigelassen. Durch ihre Beschreibung wurde ein Phantombild erstellt und es zusammen mit einem Telefonmitschnitt in Crimewatch UK veröffentlicht. Durch Zuschauerhinweise wurde schließlich Michael Sams als Täter identifiziert. Aufgrund einer Indiskretion der Polizei erhielt die Presse erstmals Kenntnis von der Teilnahme Paul Brittons an polizeilichen Ermittlungen.

### Green-Chain-Walk-Vergewaltiger und Mordfall Samantha und Jazmine Bisset
Seit Ende der 1980er bis Anfang der 1990er Jahre wurde die Bevölkerung von einer Reihe von Vergewaltigungen verunsichert, die sich in den durch den Green Chain Walk verbundenen Parkanlagen im südlichen Grüngürtel Londons abspielten. In einem Fall drang der Täter in ein am Weg gelegenes, vom Park gut einsehbares Wohnhaus ein und beging dort die Tat. Obwohl die Opfer teilweise sehr unterschiedliche Beschreibungen des Täters abgaben, ergaben die DNA-Spuren die Täterschaft eines einzelnen Mannes.
Paul Britton wurde gebeten, ein Täterprofil zu erstellen. Im Gegensatz zu den ermittelnden Beamten hielt er die Tat im Wohnhaus für die Schlüsseltat und mutmaßte, dass der Täter schon polizeilich mit Eigentumsdelikten auffällig geworden sein müsse, da das Eindringen in die fremde Wohnung mit einer gewissen Routine ohne Anzeichen einer Unsicherheit stattfand. Sein Profil stieß allerdings auf Ablehnung und wurde von den Beamten nicht für weitere Ermittlungen berücksichtigt.
Im November 1993 wurde Samantha Bisset und ihre vierjährige Tochter Jazmine ermordet in ihrer Wohnung aufgefunden. Das Kind wurde vergewaltigt und anschließend erwürgt. Ihre Mutter wurde zuvor erstochen und nach dem Missbrauch der Tochter auf extremste Weise verstümmelt. Erst nach der Anregung Brittons, zu prüfen, ob nicht ein Teil der herausgenommenen Organe fehlte, fiel bei einer zweiten Obduktion der Verlust eines Gewebestücks auf, das wohl als „Trophäe“ vom Täter mitgenommen worden war. Auffällig an der Wohnlage war die Nähe zu einem höher gelegenen Grünzug, von dem die Opfer beobachtet werden konnten. Auch die daktyloskopische Untersuchung war fehlerhaft; bei einer Kontrolluntersuchung stellte sich heraus, dass Handballenabdrücke, die zuvor dem Opfer zugeordnet gewesen waren, zum Täter gehörten. Dieser war wegen Eigentumsdelikten bereits polizeilich bekannt und konnte so verhaftet werden. In seiner Wohnung fand man Karten, auf denen nicht nur das Haus der Bissets markiert war, sondern auch die Tatorte der Vergewaltigungen auf dem Green Chain Walk. Es gab zudem noch einige Markierungen mehr, die darauf schließen lassen, dass nicht jede Straftat zur Anzeige kam. Ein DNA-Test bestätigte die Täterschaft des Verdächtigen Robert Napper.
Britton bedauerte, dass die Polizei sein erstes Profil nicht berücksichtigt hatte, was den späteren Doppelmord vielleicht hätte verhindern können. Bei Napper wurde eine paranoide Schizophrenie festgestellt, und er wurde für schuldig befunden und nach Anweisung des Gerichts in eine geschlossene Einrichtung eingewiesen.

### Mordfall Rachel Nickell
1992 wurde die 23-jährige Rachel Nickell im Beisein ihres zweijährigen Sohnes am helllichten Tag in der weitläufigen Parkanlage Wimbledon Common brutal mit einem Messer ermordet und in gewollt obszöner und entwürdigender Weise am Tatort platziert. Die Tat geschah ohne großen Sichtschutz unter hohem Entdeckungsrisiko vermutlich spontan, die Ereigniskette deutete auf einen unerfahrenen Ersttäter hin. Dem traumatisierten Kind wurde kein körperlicher Schaden zugeführt. Dieses brutale Verbrechen schockierte die Bevölkerung in besonderem Maße, insbesondere weil dieser Park in der Bevölkerung als Heimat der Wombles gilt, Teddybär-ähnlicher Figuren aus einer beliebten Fernsehserie für Kinder.
Paul Britton wurde gebeten, ein Täterprofil anzulegen. Es wies folgende Punkte auf (Zitat nach Britton):
- Der Täter müsste zwischen zwanzig und dreißig Jahre alt sein. Sexuelle Überfälle werden meistens von jungen Männern verübt. Was sein generelles Sexualverhalten betraf, so war dieser Mörder weit fortgeschritten; was jedoch das Morden anging, so stand er wahrscheinlich noch im Anfangsstadium. Er hatte genügend Zeit gehabt, ersteres zu entwickeln, nicht aber das zweite.
- Er dürfte über nur geringe Fähigkeiten im heterosexuellen Umgang verfügen.
- Er müsste eine Vorgeschichte von gescheiterten oder unbefriedigenden Beziehungen haben, sofern er überhaupt Beziehungen hatte. Außer an seiner sexuellen Abnormalität leidet er wahrscheinlich an irgendeiner sexuellen Funktionsstörung wie beispielsweise unter Schwierigkeiten mit der Erektion oder der Beherrschung der Ejakulation. […] Falls dem so war, bestand kein Grund zur Annahme, dass die Funktionsstörung mit der Zeit nachgelassen hat.
- Er dürfte sich zu irgendeiner Form von Pornographie hingezogen fühlen, die in seinen sexuellen Phantasien eine Rolle spielt. Sie würde einige gewalttätige Aspekte enthalten und er würde von ähnlichen Erfahrungen phantasieren.
- Der Täter dürfte nicht über eine mehr als durchschnittliche Intelligenz und Bildung besitzen. Falls er eine Anstellung hat, so wird er ein ungelernter oder manueller Arbeiter sein. Er wird ledig sein sowie eine verhaltensmäßig einsame Lebensweise haben und entweder zu Hause bei seinen Eltern oder in einer Wohnung für sich alleine wohnen.
- Er wird einsamen Hobbys und Interessen nachgehen.
- Er wird ganz in der Nähe von Wimbledon Common wohnen und die Umgebung genau kennen.

In die Kritik geraten, stellte Britton später zu seinem Profil fest: „Solche Feststellungen sind nicht aus der Luft gegriffen. Seit mindestens 120 Jahren werden psychologische Experimente auf empirischer Basis durchgeführt; infolgedessen gibt es heute Zigtausende von Arbeiten zu allen Aspekten menschlicher Funktionsweisen und Motivation und eine ganze Palette von Spezialbereichen, darunter auch meine persönlichen Fachdisziplinen Forensische und Klinische Psychologie. Diese riesige Datenbank an Wissen aus aller Welt ist für meine Arbeit unerlässlich; entscheidend ist allerdings, dass man weiß, wo man suchen muss und was für die jeweilige Aufgabe relevant ist. Rachels Mörder mochte zuvor noch keinen Mord begangen haben; er war jedoch keineswegs der erste Mann, der in einer Parkanlage eine Unbekannte umgebracht hatte, und er wird auch leider nicht der letzte sein. Mit jedem dieser Mörder, der gefasst wird, erfahren wir mehr über ihren Lebenshintergrund, ihre Motivation und Pathologie, Man hat bei ihnen einige gemeinsame Nenner identifiziert. So ist durch Forschungen beispielsweise erwiesen, dass Mörder mit hoher Intelligenz tendenziell besser organisiert sind und systematischer vorgehen. Sie planen bis in die Details und unterwerfen ihre Opfer einer stärkeren Beherrschung. In Rachels Fall dagegen war der Angriff brutal, hektisch und chaotisch gewesen.“
Das Profil wurde in der Zeitung teilweise veröffentlicht, worauf sich tausende mit vermeintlichen Tätern meldeten. Aus diesen Täter stach ein Mann heraus, auf dem das Profil hervorragend zu passen schien. Damit führte man die Ermittlungen nur noch gegen einen kleinen Personenkreis.
Aufgrund von Zeugenbefragungen richtete sich das Augenmerk der Polizei auf den in der Nähe wohnenden Colin Stagg, der in allen Bereichen große Übereinstimmungen mit dem vor seiner Verdächtigung erstellten Täterprofil aufwies. 
Gestützt wurde dieser Verdacht durch einen Briefwechsel nach einer Kontaktanzeige, den eine Frau zur Verfügung stellte. Dort offenbarte sich angeblich eine sexuell-sadistische Orientierung des Verdächtigen. Auch Elemente wie die Nutzung von Messern wurden dort vom kampfsportbegeisterten Stagg angesprochen.
Nach seiner Festnahme stritt Stagg die Tat ab und musste mangels forensischer Beweise freigelassen werden. Die Polizei sah in ihm aber weiter ihren Hauptverdächtigen und entsann eine verdeckte Ermittlung, die ihm als Liebesfalle Täterwissen entlocken sollte. Britton wurde erneut angesprochen und gebeten, ein Konzept für diese Ermittlung auszuarbeiten. Zuerst stellte er eine Liste der Merkmale der sexuellen Devianz auf, die der Täter mit großer Wahrscheinlichkeit besaß. Er stellte die These auf, dass es den Gesetzen der Wahrscheinlichkeit nach nur einen einzigen Menschen in Wohnnähe des Parks geben könne, auf den alle diese Merkmale zutreffen sollten. Falls diese Merkmale bei Colin Stagg alle nachzuweisen wären, so wäre er mit großer Wahrscheinlichkeit auch der Täter. Britton betonte laut seinen Angaben aber im Vorfeld, dass er Zweifel an der Gerichtsfestigkeit dieser Methode habe, die von leitenden Polizeibeamten auf höchster Ebene, deren Juristen und dem Oberstaatsanwalt aber ausgeräumt wurden.
Eine verdeckte Ermittlerin mit dem Tarnnamen Lizzie James nahm unter Anleitung von Paul Britton per Brief Kontakt zu Stagg auf und sollte im Laufe eines halben Jahres eine eigene sexuelle Devianz vortäuschen, die als Basis für eine von Stagg angestrebte sexuelle Beziehung dienen sollte. Jeder weitere Schritt in der Annäherung war nach der These von Britton als Kontrollpunkt konzipiert. Wählte Stagg einen anderen als den erwarteten Weg, so sollte die Ermittlung sofort abgebrochen und der Verdacht ausgeräumt sein. Sollte er – ohne dazu ermuntert worden zu sein – von selbst die Kommunikation über seine sexuellen Phantasien in die vermutete Richtung lenken, so sollte durch ein sukzessives Einräumen einer ähnlich gelagerten Devianz von Lizzie James eine Vertrauensbasis geschaffen werden, die ihn motivieren sollte, weitere Eingeständnisse zu machen. So erhoffte sich die Polizei in letzter Konsequenz ein Geständnis der Tat vor der verdeckten Ermittlerin. Britton entwarf zwar das Konzept für die jeweiligen Briefe und Gespräche, überließ die Ausformulierung aber der Polizei, so dass er vor dem Versand keine Kenntnis des konkreten Inhalts besaß.
Parallel zu dem Briefwechsel trat Lizzie James wiederum unter Anleitung von Paul Britton in telefonischen und persönlichen Kontakt mit Colin Stagg, der ihr gegenüber aber nie die Tat einräumte. Colin Stagg geriet stattdessen in eine gewisse Abhängigkeit zu Lizzie James, die vorgab, zuvor eine Beziehung mit einem Mörder gehabt zu haben, und auf ihn den Eindruck erweckte, sadistische Gewalt als sexuell erregend zu empfinden. Um ihr zu gefallen, ersann er für sie zahlreiche sexuell deviante und sadistische Phantasien, auch mit Parkanlagen, Messern und erniedrigenden Posen. Sie gestand ihm als weiteres Lockmittel die Teilnahme an rituellem sexuellen Missbrauch als Täter und Opfer und an einem Ritualmord und forderte von ihm als Vertrauensbeweis die Offenbarung einer gleichrangigen Tat, woraufhin er ihr einen erfundenen Mord an seiner Cousine schilderte. Auch dieser vermeintliche Mord stellte sich als Fantasieprodukt heraus. Colin Stagg bestritt ihr gegenüber stets, etwas mit dem Mordfall Rachel Nickels zu tun gehabt zu haben, bzw. habe er sie nicht einmal gekannt, obwohl er mit seinem Hund regelmäßig im Park spazieren ging. Allerdings schilderte er ihr mit Bezug auf ein polizeiliches Verhör nach Meinung der Ermittler dennoch Täterwissen, dass er angeblich nicht hätte haben dürfen.
Die Polizei entschied, dass nun genug Indizien vorlägen, und erhob Anklage. Nach zwölfmonatiger Haft wurde die verdeckte Ermittlung und deren Methoden im Prozess vom Richter Justice Ognall heftig kritisiert und als ungeeignet zur Beweisführung bewertet und verworfen. In seinem Urteil schrieb er: "[…] ich befürchte, dass dieses Verhalten nicht bloß übertriebenen Eifer verrät, sondern auch den massiven Versuch darstellt, eine verdächtige Person durch ein eindeutig täuschendes Verhalten anstößigster Art zu inkriminieren.[…] Jeder Versuch, das mittels der verdeckten Ermittlung gesammelte Material aufzubereiten und zu verwenden, sei zum Scheitern verurteilt. […] Die Anklage versuchte mich zu überzeugen, dass der Zweck der Übung darin bestand, den Beklagten dazu zu bringen, sich entweder selbst zu entlasten oder weiter zu belasten. Ich sehe mich zu der Feststellung genötigt, dass ich diese Darstellung der Aktion als im hohen Maße unaufrichtig betrachte.". 
Auch andere Gutachter, die zu späteren Zeitpunkten zu Prozessen hinzugezogen wurden, sagten aus, dass die aufgezeichneten Gespräche zwischen Lizzie James und Colin Stagg einen derart suggestiven pornografischen Charakter hatten, dass sie dies gar nicht glauben konnten. 
Die Anklage gegen Stagg wurde fallen gelassen. Dieser verklagte nun seinerseits die Polizei auf Entschädigung.
Die Mitwirkung Paul Brittons an dieser Ermittlung wurde von der British Psychological Society untersucht – der Ausschluss hätte ein Berufsverbot nach sich gezogen –, aber die Anklagen gegen ihn wurden 2002 fallen gelassen. Colin Stagg schrieb mehrere Zeitungsartikel und Bücher, in denen er Britton und der Polizei Fehlverhalten, Rufschädigung und die Zerstörung seines Lebens vorwarf sowie deren Methoden als unseriös und unwissenschaftlich öffentlich angriff.
Nach einem verbesserten DNA-Test im Jahr 2003 wurden neue Spuren gefunden und wegen des Mordfalls Rachel Nickel Anklage gegen einen anderen Tatverdächtigen erhoben: Robert Napper, der zuvor die Green-Chain-Walk-Vergewaltigungen und die Morde an Samantha und Jazmine Bisset begangen hatte. Die verdeckte Ermittlerin Lizzie James schied wenige Jahre später aus dem Polizeidienst aus und erstritt für die während der Ermittlung erlittene psychische Belastung eine Entschädigung durch die Polizei. Colin Stagg wurde 2008 nach inzwischen 20 Jahren in vollem Umfang von der Justiz rehabilitiert. Ihm wurde eine hohe Entschädigung zugesprochen. Paul Britton und seine Methoden standen noch lange Zeit unter Kritik, die insbesondere von den Medien ausging.

### Rosemary und Frederick West
Paul Britton war auch an Ermittlungen im Fall der Serienmörder Rosemary und Frederick West beteiligt, den wohl am meisten Aufsehen erregenden Kriminalfall Englands in der zweiten Hälfte des 20. Jahrhunderts. Als drei Frauenleichen, darunter eine Tochter, im Garten der Wests gefunden wurden, bat man Paul Britton sich den Fall und die Verdächtigen anzusehen. Er studierte den Werdegang des Ehepaars, die Vorstrafenakte und die nicht zur Anklage gebrachten Vorwürfe von Sozialarbeitern und Lehrern ihrer Kinder und schockierte die Polizei mit der Vermutung, Frederick West hätte nur deswegen drei Leichen in seinem Garten vergraben, da alle Plätze im Haus schon "belegt" seien. Auch an all seinen anderen Wohnorten würde es vermutlich Leichenfunde geben – eine Einschätzung, die sich nach umfangreichen Suchmaßnahmen, die den Abbruch des Wohnhauses einschlossen, bestätigte. Insgesamt fand die Polizei in dem Haus und bei früheren Wohnorten zwölf Leichen, die schwere Misshandlungsspuren und teilweise Anzeichen für Kannibalismus aufwiesen.
Er erkannte das Ehepaar als eine noch nie da gewesene Symbiose von zwei sich ergänzenden sadistischen Sexualstraftätern, die seit mehr als 25 Jahren kontinuierlich schwerste Delikte von sexuellen Missbrauch ihrer Kinder über sadistische Folterungen von entführten Frauen bis hin zu mehrfachen Sexualmorden begangen hatten. Als treibende Kraft schätzte er dabei die bisexuelle Rosemary West ein, die nicht nur bei der Auswahl und Entführung der Opfer aktiv mithalf, sondern sich auch an diesen wie auch an ihren Kindern sexuell verging. Weiterhin entwarf er eine Verhörstrategie um insbesondere den passiveren Partner, Frederick West, zu Geständnissen zu verleiten. Er prognostizierte die Möglichkeit, dass Frederick West Selbstmord begehen könne, wenn seine Frau alle Schuld auf ihn abwälzen würde oder der Kontakt zu ihr (durch die Haft) unterbunden würde. Seine Prognose bewahrheitete sich auch diesmal.

### Weitere Ermittlungen
Paul Britton war noch an zahlreichen weiteren die Öffentlichkeit bewegenden Ermittlungen beteiligt, so an dem Mordfall James Bulger, der Entführung des Säuglings Abbie Humphries, die Überführung des schottischen Serienmörders Robert Black, die Überführung des fünffachen Serienmörders Colin Ireland und der Berufungsverhandlung des Mordes der Bridgewater Four.